# Голубков, Игорь Викторович
И́горь Ви́кторович Голубко́в (род. 19 апреля 1963, Городец) — советский и российский тренер по боксу. Тренер ДЮСШ г. Городца и Клуба спортивных единоборств имени С. П. Королёва, личный тренер чемпиона мира Андрея Гоголева, заслуженный тренер России (2001).

## Биография
Игорь Голубков родился 19 апреля 1963 года в городе Городец Нижегородской области.
В течение многих лет работал тренером на отделении бокса Детско-юношеской спортивной школы в Городце. Впоследствии переехал из Нижегородской области на постоянное жительство в город Королёв Московской области, где занялся тренерской деятельностью в Клубе спортивных единоборств имени С. П. Королёва.
За долгие годы тренерской работы подготовил множество титулованных спортсменов, добившихся успеха на международной арене. Один из самых известных его учеников — заслуженный мастер спорта Андрей Гоголев, чемпион мира 2001 года, трёхкратный чемпион России. Нашёл его в Городецком детском доме в возрасте одиннадцати лет и затем тренировал на протяжении всей спортивной карьеры. Другой его воспитанник, Максим Шмыглев — победитель турниров международного значения, чемпион Европы среди молодёжи 2012 года. Воспитал мастера спорта Дениса Секретова, победителя рада крупных юношеских соревнований. За выдающиеся достижения на тренерском поприще Игорю Голубкову было присвоено почётное звание «Заслуженный тренер России» (2001).
В 2016 году был приглашён Олегом Меньшиковым на должность старшего тренера национальной сборной России по боксу.
Отец троих детей, его сын Андрей Голубков является мастером спорта по боксу и так же работает тренером.